# Premios AACE
Los Premios AACE son creados en el año 2006 por la Asociación de Autores de Cómic de España (abreviada AACE) por votación de sus miembros y entregados anualmente durante el Salón Internacional del Cómic de Barcelona.
Tras unos años de ausencia, en el año 2012, la Asociación decidió volver a otorgarlos por petición de los autores, realizándose la entrega durante el Salón Internacional del Comic de Barcelona Ficomic 2012.

## Categorías
Inicialmente, tuvo dos categorías:
- Mención de Honor AACE nacional.
- Mención de Honor AACE internacional.

A partir del año 2012, se entregan en los apartados siguientes:
- Premio en reconocimiento a toda una carrera profesional en el cómic.
- Premio a la trayectoria profesional de un autor a lo largo del año.
- Premio a la institución, empresa o personalidad que haya apoyado al cómic español.

## Lista de premios

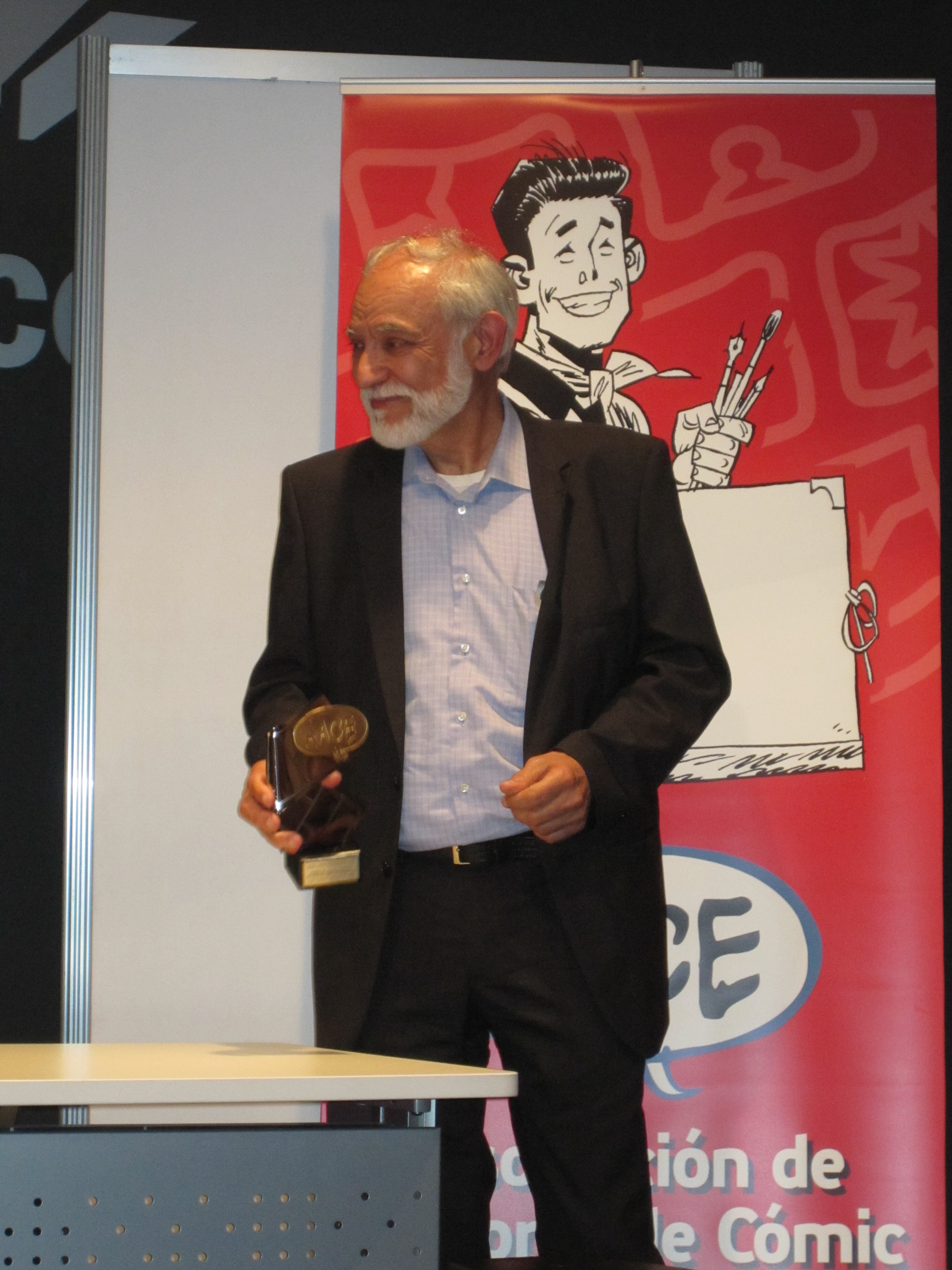
Jan recoge su Premio en reconocimiento a toda una carrera profesional en el cómic, en el año 2012.

### Mención de Honor AACE nacional
- 2006: Carlos Giménez
- 2007: Víctor de la Fuente
- 2008: Enrique Sánchez Abulí

### Mención de Honor AACE internacional
- 2006: Paul Gulacy
- 2007: Juan Giménez

### Premio en reconocimiento a toda una carrera profesional en el cómic
- 2012: Juan López Fernández (JAN)[2]
- 2013: López Espí[3]
- 2014: Arturo Rojas de la Cámara
- 2015: José Ortiz
- 2016: Josep María Beà[4]

### Premio a la trayectoria profesional de un autor a lo largo del año
- 2012: Juanjo Guarnido[2]
- 2013: Pascual Ferry[3]
- 2014: José Luis Munuera
- 2015: Jordi Bayarri
- 2016: Juan Díaz Canales[4]

### Premio a la institución, empresa o personalidad que haya apoyado al cómic español
- 2012: Manuel Barrero en nombre de Tebeosfera[2]
- 2013: Escuela Joso[3]
- 2014: Biblioteca Tecla Sala
- 2015: Juan Royo
- 2016: Expocómic[4]